# Setor de Divulgação Cultural

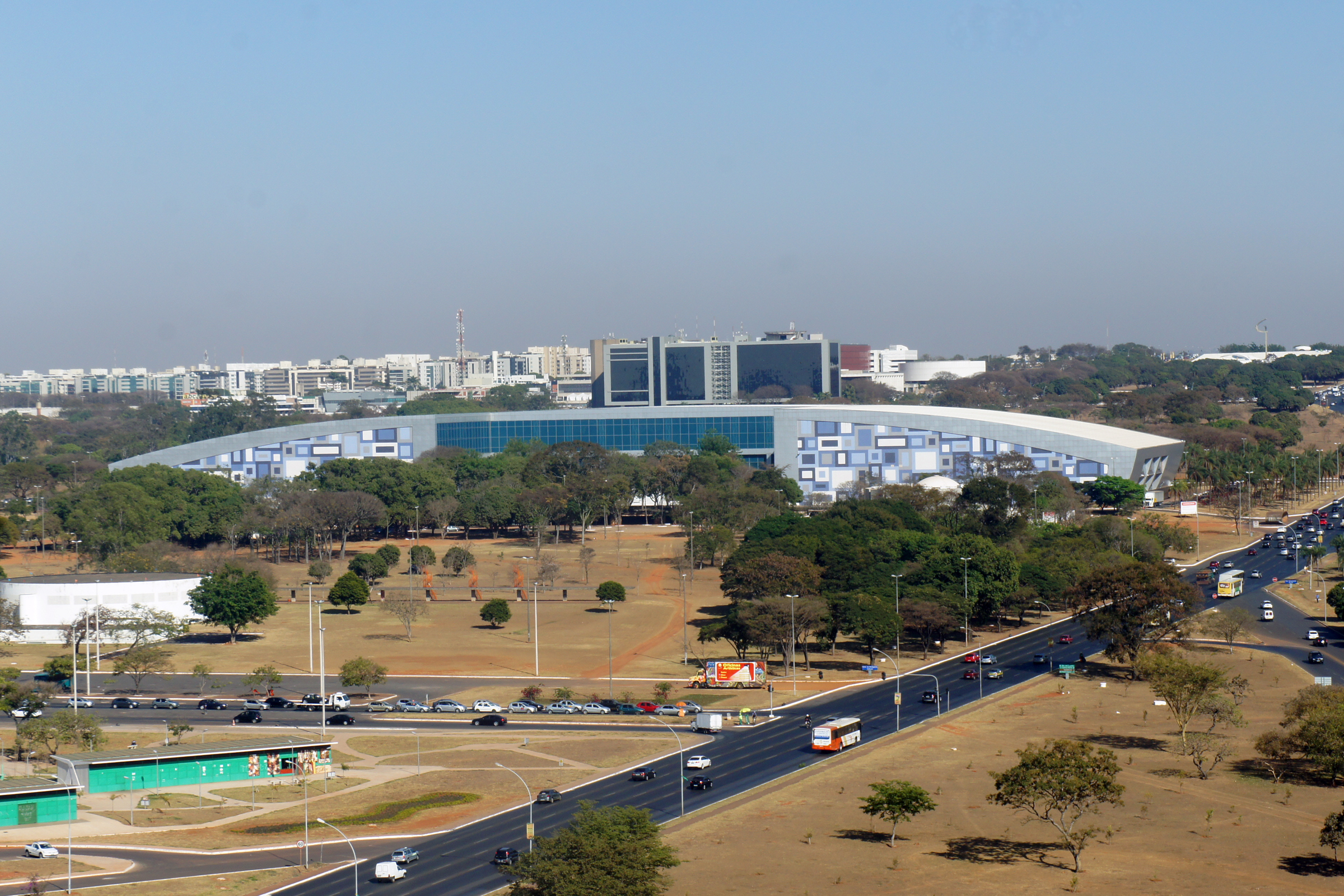
O Setor de Divulgação Cultural, com o Centro de Convenções Ulysses Guimarães ao centro, e a esquerda, o Teatro Plínio Marcos, do Eixo Cultural Ibero-Americano.

O Setor de Divulgação Cultural (SDC) é um setor localizado na Zona Cívico-Administrativa, em Brasília, no Distrito Federal. Está situado no canteiro central do Eixo Monumental, no lado oeste da Esplanada da Torre de TV. Nele ficam vários equipamentos culturais pequenos e um maior, o Centro de Convenções Ulysses Guimarães, e também várias áreas livres.

## História

Os planos do arquiteto Oscar Niemeyer (foto) incluíam sete prédios culturais no SDC.

A área foi reservada para fins culturais por Lúcio Costa, que setorizou todo o Plano Piloto. O arquiteto Oscar Niemeyer, que era responsável pela criação dos prédios, pretendia que nessa área fossem construídos sete edifícios articulados através de uma marquise central. Seu plano foi parcialmente implantado, com três prédios construídos. Outros edifícios foram adicionados e outros ainda serão feitos, tendo muito espaço ainda vagos. Não há caminhos de circulação sedimentados. Também não foram implantados vários dos estacionamentos previstos no projeto original.
O primeiro prédio foi o Planetário de Brasília, concluído em 1974. Depois foi a Sala Funarte, aberta em 1977 e renomeada em 2002 em homenagem a cantora Cássia Eller. Em 1979, é aberto o Centro de Convenções Ulysses Guimarães, a maior obra da área. Pouco depois, o Clube de Choro de Brasília passou a usar o vestiário do Centro de Convenções como sede.
Em 1991, a Casa do Teatro Amador foi aberta. Em 2001, ela ganha um novo nome, Teatro Plínio Marcos, em homenagem ao dramaturgo Plínio Marcos. Em 2005, foi concluída uma grande reforma e ampliação do Centro de Convenções
Em 2011, foi concluída a nova sede do Clube de Choro, o Espaço Cultural do Choro, no lugar do vestiário que servia de sede provisória para o clube. Em 2014, ciclofaixas foram incorporadas ao SDC. Em 2018, o Centro de Convenções foi concedido para administração privada.

## Os espaços

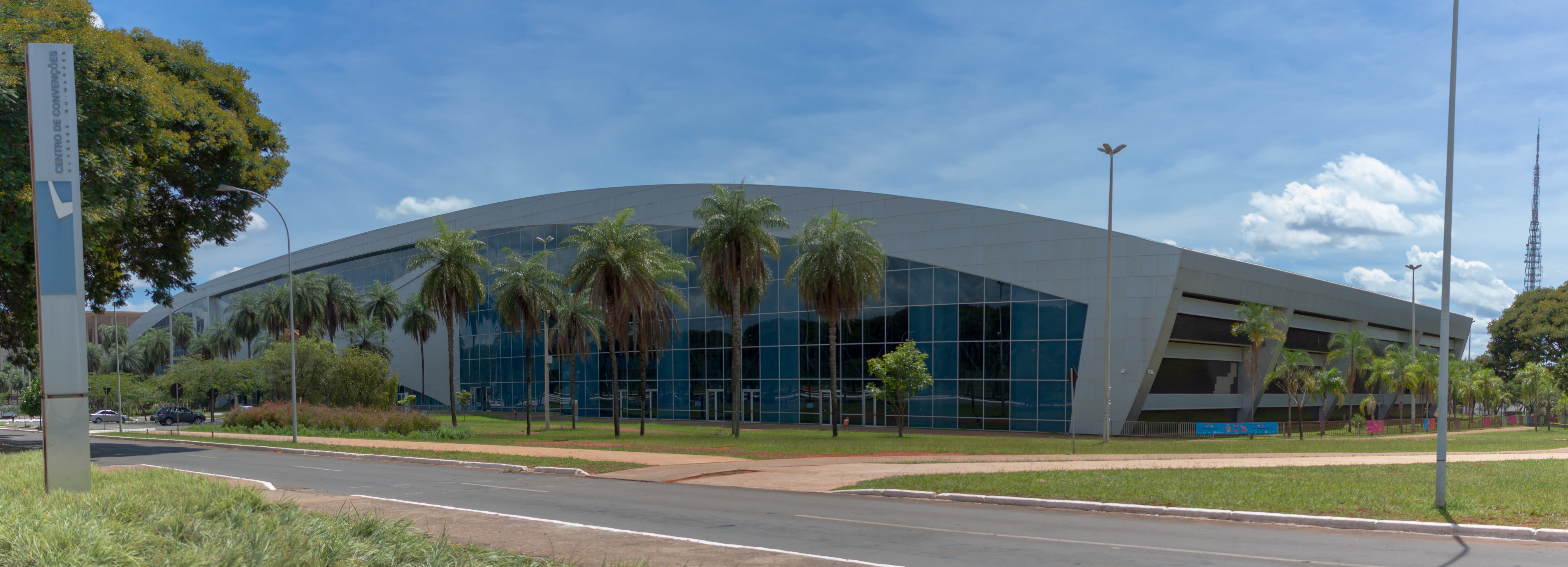
O Centro de Convenções Ulysses Guimarães.

O SDC é composto de um conjunto de pequenos edifícios, à exceção do Centro de Convenções Ulysses Guimarães, destinados a atividades culturais e complementares, dispostos de forma isolada em meio a um gramado arborizado, o que lhe confere caráter bucólico. Esse é o trecho do canteiro central é o de maior distância entre a N1 e a S1, as duas pistas do Eixo Monumental, que tem sentidos opostos.

### Centro de Convenções Ulysses Guimarães
Projetado por Sérgio Bernardes, é o maior prédio do Setor, aberto em 1979 e reformado em 2005. É administrado pela empresa Capital DF Administração de Centro de Convenções desde 2018, e tem três alas - sul, norte e oeste - e uma área de 54 mil metros quadrados construídos, podendo receber cerca de dez mil pessoas.

### Planetário de Brasília

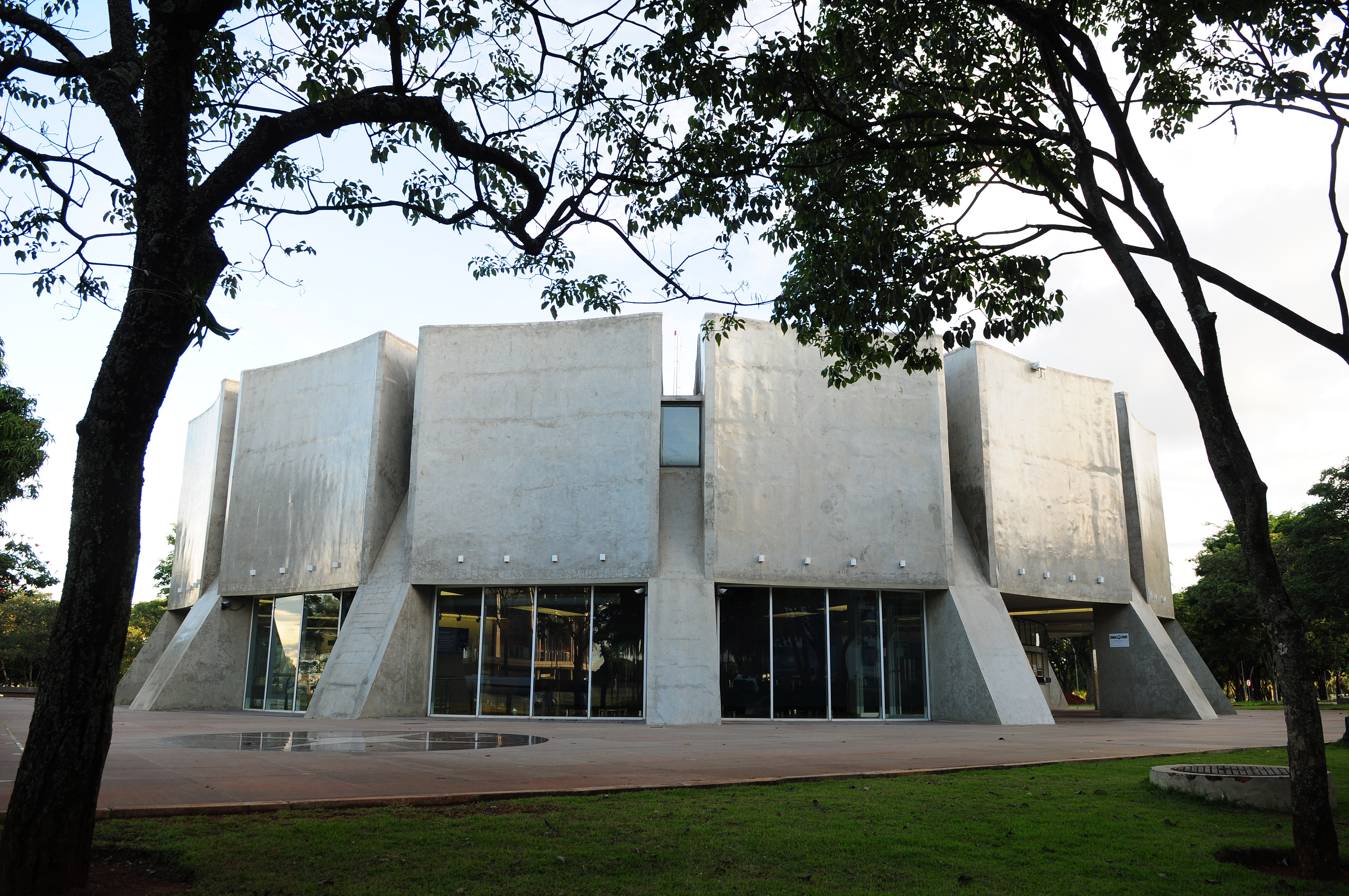
O Planetário de Brasília.

Também projetado por Sérgio Bernardes, o prédio com formato de nave espacial previa originalmente um aquário e um planetário, mas acabou ficando apenas com a parte espacial. Aberto em 1974, passou muitos anos sendo reformado e reabriu em 2013.

### Espaço Cultural do Choro

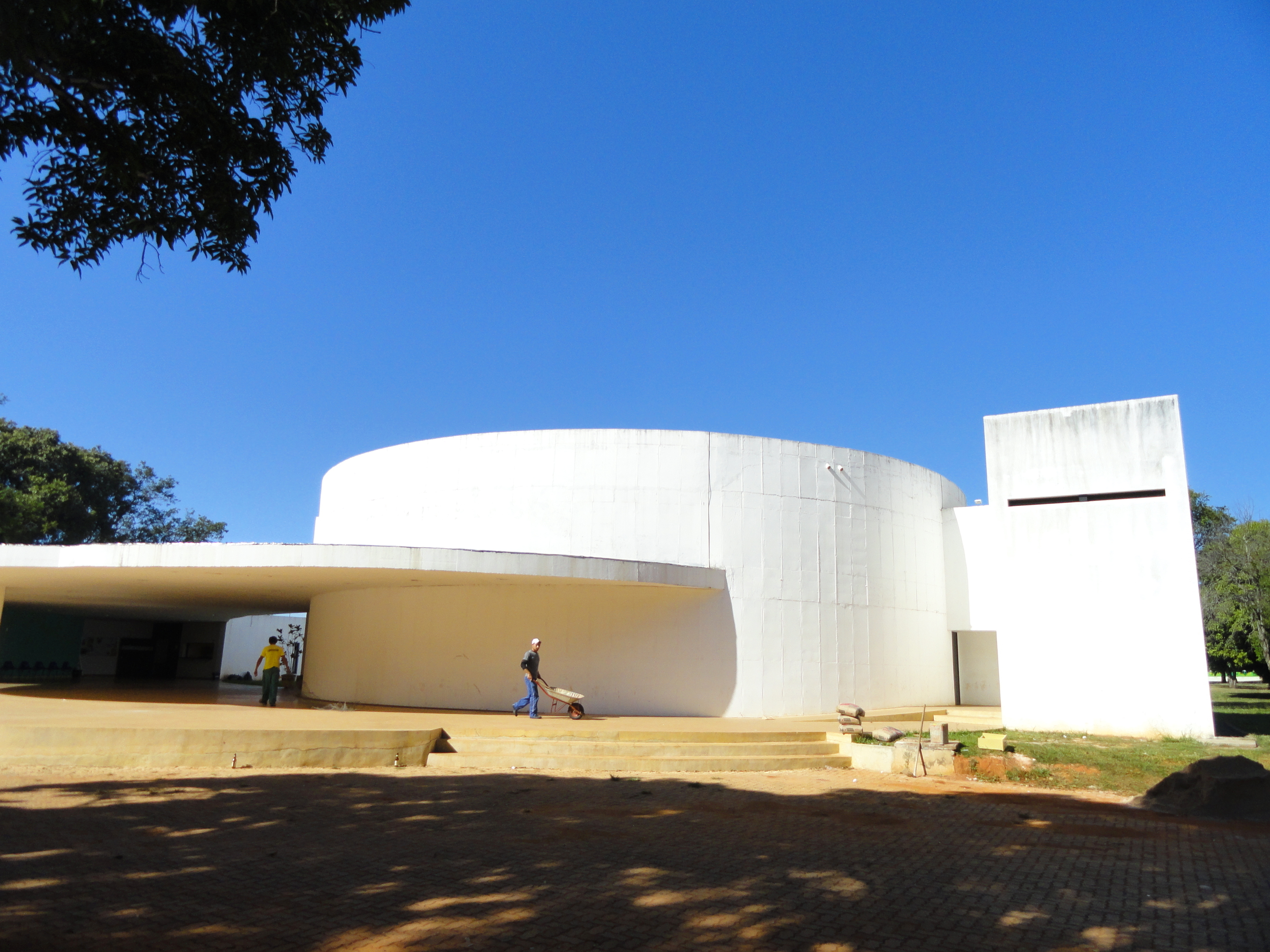
O Espaço Cultural do Choro.

Destinado a preservação e difusão do choro, o prédio projetado por Oscar Niemeyer abriga o Clube de Choro de Brasília, o Centro de Memória e Referência do Choro e a Escola de Choro Raphael Rabello desde 2011. Fica no local onde o grupo se reunia provisoriamente desde o fim dos anos 1970. O Clube é tombado como Patrimônio Imaterial.

### Eixo Cultural Ibero-Americano
É um conjunto de pequenas edificações voltadas a cultura: a Galeria Fayga Ostrower, voltada a exposições, a Sala Cássia Eller, voltada a música, e o Teatro Plínio Marcos, ligados por uma marquise, como previa o projeto original de Niemeyer para toda a área. É administrado pela Secretaria de Cultura do Governo do Distrito Federal.

## Projetos futuros
Um dos espaços reservados no Setor de Divulgação Cultural é para o Museu da Ciência e Tecnologia de Brasília, que teve edital para o projeto feito em 2017, mas ainda não saiu do papel. Terá área total de 20 mil metros quadrados e ficará próximo ao Planetário.